# Rafael Batlle i Miquelerena
Rafael Batlle i Miquelerena (Sarrià, 12 d'agost de 1889 - Barcelona, 20 de març de 1954) fou un metge i polític català. Fou el darrer alcalde de la Vila de Sarrià, abans de ser agregada a Barcelona.
Fill del metge de Sarrià Ramon Batlle Prat i Juana Miquelerena Pujol, tenia dos germans, també metges, un d'ells bessó. Es llicencià en medicina per la Universitat de Barcelona el 1911. Fou metge de capçalera, i alcalde de Sarrià des del 1918 fins al 1922. S'oposà activament a l'agregació de la Vila de Sarrià, sense èxit. Després de l'absorció de Sarrià, Batlle fou metge municipal i va seguir en la política com a regidor de l'Ajuntament de Barcelona. El 1931 fou candidat a les eleccions pel partit d'Acció Catalana Republicana, fet que va provocar que, acabada la Guerra Civil, el 1939, fos depurat pel Col·legi de Metges de Barcelona i inhabilitat durant un any. Passada la sanció va seguir sent metge a Sarrià, com a personal mèdic de l'Ajuntament de Barcelona, fins al 1952.
Morí el 1954 i aquell mateix any se li dedicà un carrer amb el seu nom al barri de Les Tres Torres del districte de Sarrià-Sant Gervasi.